# Acueducto romano

Múltiples arcos del Puente del Gard en la Galia romana. El nivel superior encierra un acueducto que transportaba agua a Nimes en la época romana; su nivel inferior se expandió en la década de 1740 para conseguir un camino ancho a través del río.

Los acueductos romanos fueron construidos por expertos romanos, con características propias, a lo largo de todo el Imperio romano. Su finalidad era transportar agua desde manantiales externos hasta las ciudades y pueblos. El agua de los acueductos se suministraba a diferentes lugares: termas, letrinas, fuentes, y hogares privados; también se empleaba para apoyar operaciones mineras, molinos de agua, granjas y jardines.
Los acueductos únicamente dejaban que se moviera por gravedad, a lo largo de un ligero gradiente de descenso global en conductos de piedra, ladrillo u hormigón; cuanto más pronunciado era el gradiente, más rápido era el flujo. La mayoría de los conductos eran enterrados bajo tierra y seguían el contorno del terreno; esquivando los obstáculos o, con menos frecuencia, atravesando un túnel. Cuando se llegaba a los valles o las tierras bajas el conducto se llevaba sobre puentes o sus conducciones se conectaban a tuberías de plomo, de cerámica o de piedra de alta presión —conocían bien el principio de los vasos comunicantes y el golpe de ariete—. La mayoría de los sistemas de acueductos incluían depósitos de sedimentación, que ayudaban a reducir los residuos transportados en el agua, unas esclusas y castellum aquae —depósitos de distribución—, regulaban la distribución de agua en los destinos individuales. En las ciudades y pueblos, los aliviaderos de los acueductos iban a desagües y a las  alcantarillas.
El primer acueducto de Roma se construyó en el año 312 a. C. y suministraba agua a una fuente del mercado de ganaderos de la ciudad. En el siglo III, la ciudad tenía once acueductos, manteniendo una población de más de un millón de habitantes con una economía extravagante; la mayor parte del agua se suministraba a los numerosos baños públicos de la ciudad. Ciudades y pueblos a lo largo del Imperio romano emularon este modelo y financiaron los acueductos como objetos de interés público y orgullo cívico, «un lujo costoso pero necesario al que todos querían y podían acceder».
La mayoría de los acueductos romanos fueron fiables y duraderos; algunos se mantuvieron hasta principios de la era moderna, y los hay que todavía están en uso. Los métodos de estudio y construcción de estas construcciones fueron tratados por Vitruvio en su obra De Architectura (siglo I a. C.). El general Sexto Julio Frontino da más detalles en su informe oficial sobre los problemas, usos y abusos del suministro público de agua en la Roma imperial. Algunos ejemplos notables de la arquitectura de acueductos incluyen los pilares de apoyo del Acueducto de Segovia, y las cisternas de alimentación para el acueducto de Constantinopla.

## Antecedentes
Antes del desarrollo de la tecnología del acueducto, los romanos, como la mayoría de sus contemporáneos del mundo antiguo, se basaron en manantiales de agua locales, como acuíferos, complementadas por aguas subterráneas procedentes de pozos de propiedad privada o pública y para aguas de lluvia estacionales recogidas desde los tejados dentro de depósitos de almacenamiento o cisternas. La dependencia de las comunidades antiguas sobre estos recursos hídricos restringía su crecimiento potencial. Los acueductos de Roma no eran inventos estrictamente romanos; sus ingenieros habían sido familiarizados con las tecnologías de gestión del agua de sus aliados etruscos y griegos, pero lo cierto es que alcanzaron un gran nivel. Las escorrentías del agua de los acueductos iba a parar al alcantarillado de ciudades y pueblos. A principios de la época imperial, los acueductos de la ciudad suministraban agua a una población de más de un millón de habitantes y el suministro de agua extra para los servicios públicos se había convertido en una parte fundamental de la vida romana. El agua de los acueductos también se utilizaba para proveer villas, jardines ornamentales urbanos y suburbanos, jardines de mercado o fincas agrícolas, siendo esto último punto el núcleo de la economía y la riqueza de Roma.

### Acueductos de Roma

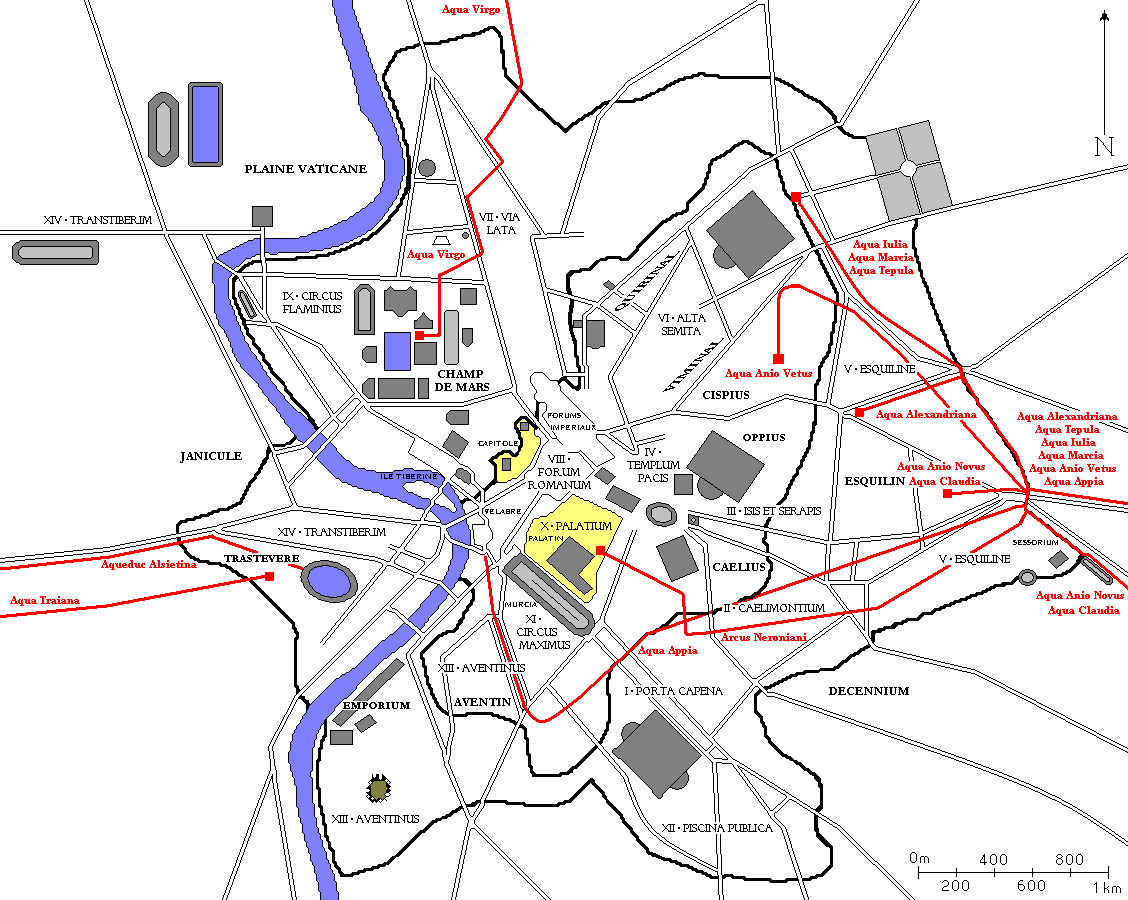
Mapa de los acueductos de Roma.

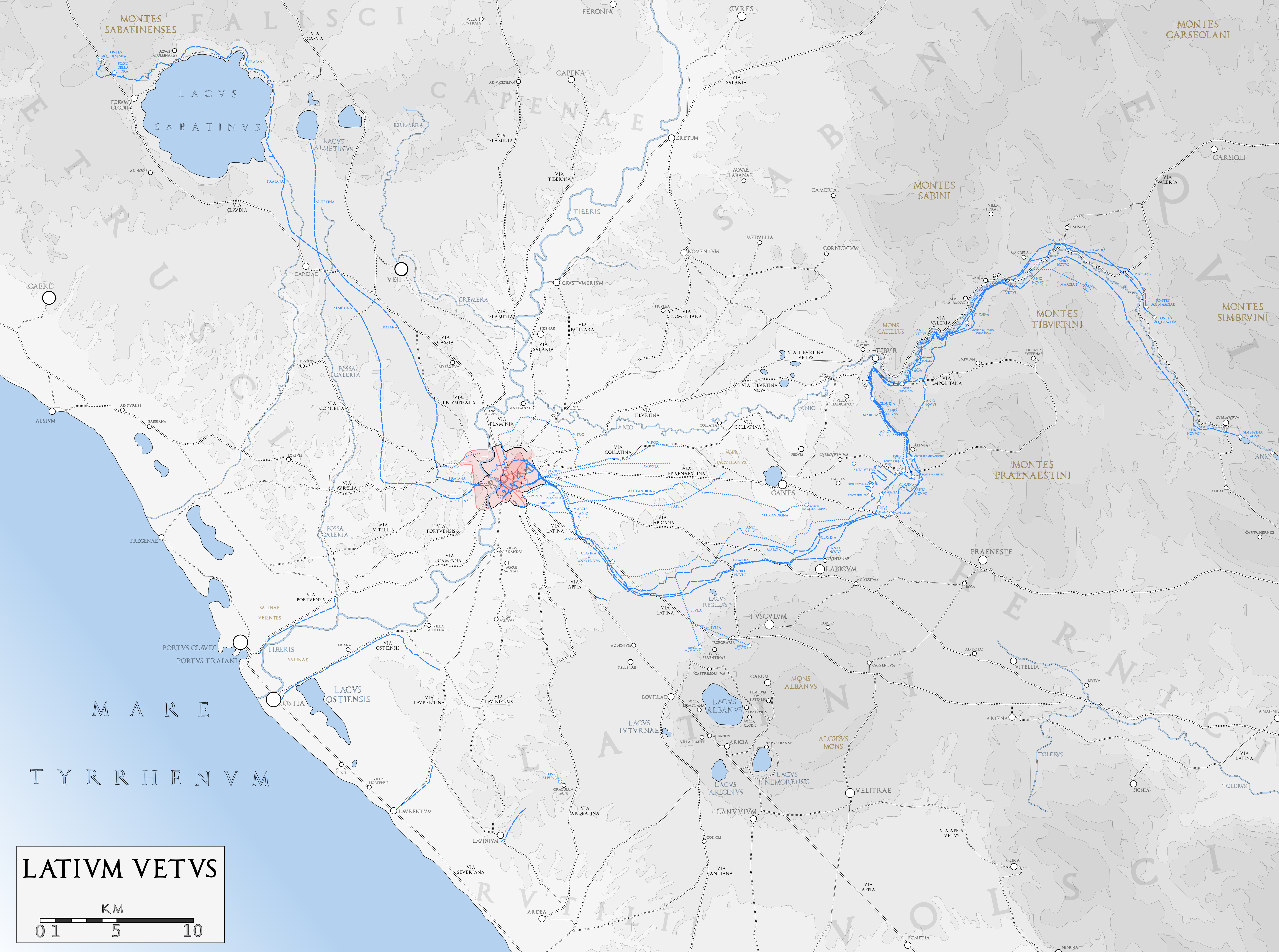
Mapa a escala mayor que muestra los manantiales de agua.

Roma tenía varios manantiales naturales dentro de las paredes de su perímetro, pero sus aguas subterráneas eran notoriamente desagradables; el agua del río Tíber se vio muy afectada por la contaminación y las enfermedades transmitidas por el agua. La demanda de agua de la ciudad probablemente había superado los suministros locales, cuando en el año 312 a. C., el primer acueducto de la ciudad, Aqua Appia, fue encargado por el censor Apio Claudio el Ciego. El Aqua Appia fue uno de los dos grandes proyectos públicos de la época; el otro era un camino militar entre Roma y Capua, la primera etapa de la llamada Vía Apia. Ambos proyectos tenían un valor estratégico significativo, ya que la tercera guerra samnita estaba en marcha desde hacía treinta años. El camino permitía movimientos rápidos de tropas; y por diseño o afortunada coincidencia, la mayor parte del Aqua Appia transcurría dentro de un conducto enterrado, relativamente seguro, que se alimentaba de un manantial de agua a 16,4 km de Roma, con un desnivel de 10 metros suministrando aproximadamente 75.500 metros cúbicos de agua cada día a una fuente del mercado vacuno de Roma, el Foro Boario, uno de los espacios públicos más bajos de la ciudad.
Un segundo acueducto, el Aqua Vetus, fue encargado unos cuarenta años más tarde, financiado por los tesoros confiscados a Pirro de Epiro. Su flujo era más del doble que el del Aqua Appia, y entraba en la ciudad en arcos elevados, suministrando agua a las partes más altas de la ciudad.
En el año 145 a. C., la demanda de agua de la ciudad había vuelto a superar las posibilidades de sus suministros combinados. Una comisión oficial encontró que los conductos del acueducto estaban muy mal conservados, el agua se agotaba por fugas y cortes ilegales. El pretor Quinto Marcio Rex los restauró e introdujo un tercer suministro «más saludable», el Aqua Marcia, el acueducto más largo de Roma y suficientemente elevado para suministrar agua a la colina Capitolina. Las obras costaron 180.000.000 de sestercios y tardaron dos años en completarse. A medida que la demanda crecía todavía más, se construyeron más acueductos, incluyendo el Aqua Tepula en el 127 a. C. y el Aqua Julia en el 33 a. C.

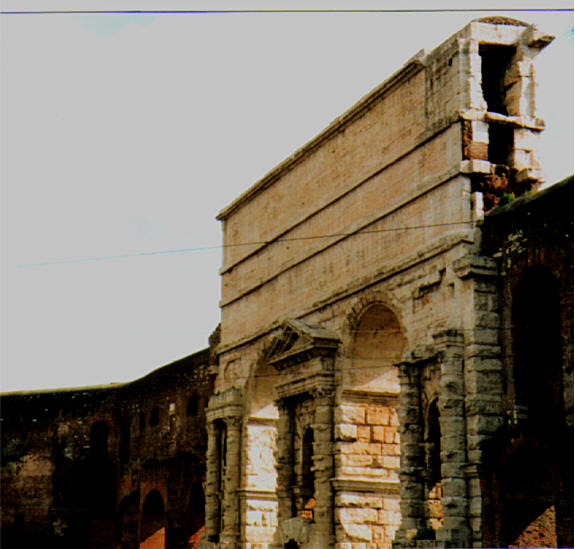
La Porta Maggiore de Roma, formada por un arco de soporte del Aqua Claudia y el acueducto más elevado de Roma, el Anio Novus.

Los programas de construcción de acueductos alcanzaron su máximo en la era imperial. El reinado de Augusto promovió la construcción del Aqua Virgo y el corto conducto del Aqua Alsietina que suministraba el lago artificial de Trastevere con agua para luchas náuticas para así poder entretener a la población. El Aqua Augusta, complementó el Aqua Marcia con «agua de excelente calidad». El emperador Calígula comenzó dos acueductos, que fueron completados por su sucesor Claudio; el Aqua Claudia, de 69 km, que dio agua de buena calidad pero fracasó en varias ocasiones; y el Anio Novus, el más alto de todos los acueductos de Roma y uno de los más fiables, pero propenso a las aguas fangosas y descoloridas, especialmente después de la lluvia, a pesar de la utilización de depósitos de decantación.
La mayoría de los acueductos de Roma se tomaron de diferentes manantiales de agua del valle y las tierras altas del Anio, el actual río Aniene, al este del Tíber. Un conjunto complejo de uniones de acueductos, alimentaciones tributarias y depósitos de distribución suministraban agua a cada una de las partes de la ciudad. Trastevere, la región de la ciudad al oeste del Tíber, fue servida principalmente por extensiones de varios acueductos orientales de la ciudad, transportadas a lo largo del río por tuberías de plomo enterradas en el lecho de los puentes del río, formando así un sifón invertido. Siempre que se tenía que cerrar este suministro de crucería para trabajos de reparación y mantenimiento rutinarios, las aguas «positivamente inofensivas» del Aqua Alsietina se utilizaban para suministrar las fuentes públicas de Trastevere. La situación fue finalmente mejorada cuando el emperador Trajano construyó el Aqua Traiana el año 109, llevando agua limpia directamente a Trastevere desde acuíferos situados cerca del lago de Bracciano.
A finales del siglo III, la ciudad estaba provista de agua con once acueductos financiados por el estado. La longitud combinada total de los conductos se estima entre 780 y 800 kilómetros, de los cuales aproximadamente 47 km transcurrían por encima del nivel del suelo, con soporte de mampostería. Se suministraban alrededor de 1 millón de metros cúbicos (300 millones de galones) al día: el 126% del suministro de agua de la ciudad actual de Bangalore, con una población de 10 millones de habitantes.

### Acueductos del Imperio romano

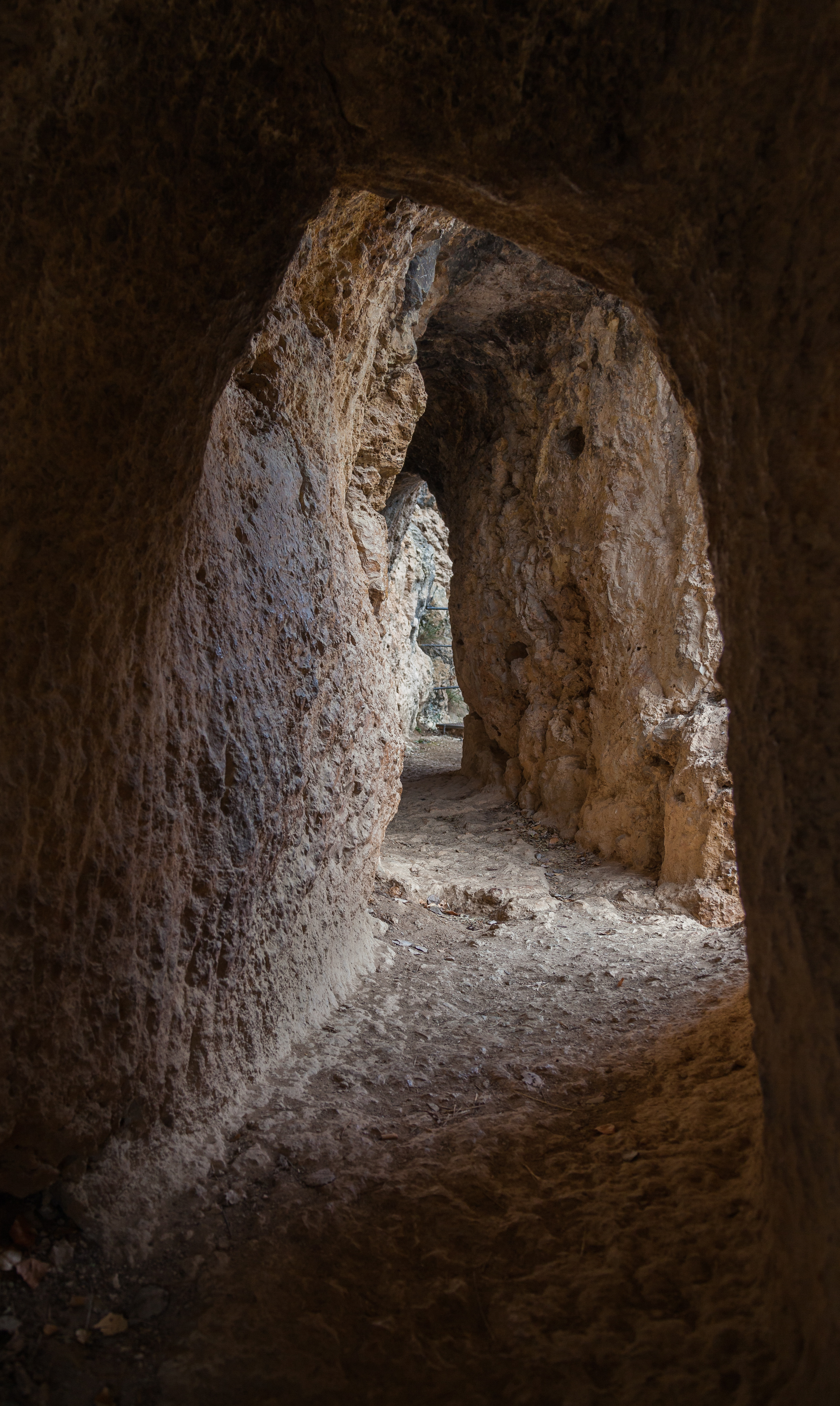
Túnel de un acueducto romano de 25 km construido en el cerca de Albarracín, (Aragón).

Cientos de acueductos similares se construyeron en todo el Imperio romano. Muchos de ellos se han derrumbado o han sido destruidos, pero hay muchas porciones intactas. El acueducto de Zaghouan tiene una longitud de 92,5 km. Fue construido en el siglo II para suministrar a Cartago (en la actual Túnez). Los puentes acuáticos supervivientes incluyen el puente del Gard en la Galia y el acueducto de Segovia en Hispania. El conducto único más largo, además de 240 km., está asociado a la Acueducto de Valente de Constantinopla, «El sistema conocido es al menos dos veces y media la longitud de los acueductos romanos más largos grabados en Cartago y Colonia, pero quizás más significativamente representa uno de los éxitos topográficos más destacados de cualquier sociedad preindustrial». Rivalizando en términos de longitud y posiblemente igual o superior a su coste y complejidad es el Aqua Alsietina provincial que suministraba toda una región, que contiene al menos ocho ciudades, incluyendo los principales puertos de Nápoles y Miseno ; los viajes marítimos de los comerciantes y la marina romana requerían abundantes provisiones de agua dulce.

## Planificación, topografía y diseño

### Planificación
Los acueductos estatales o de construcción privada estuvieron protegidos y regulados por la ley. Cualquier acueducto propuesto debía ser sometido al escrutinio de las autoridades civiles. El permiso —del senado o de las autoridades locales— únicamente se concedía si la propuesta respetaba los derechos de agua de otros ciudadanos; en general, las comunidades romanas se ocuparon de asignar recursos hídricos compartidos según la necesidad. El terreno en que se construía un acueducto financiado por el estado podría ser tierra de estado (ager publicus) o propiedad privada, pero en cualquier caso estaba sujeto a restricciones de uso e invasión que podrían dañar el tejido del acueducto. Por ello, los acueductos financiados por el estado reservaban un amplio pasillo de tierra, hasta 15 pies a cada lado de la parte externa del acueducto. El arado, la plantación y la construcción estaban prohibidas dentro de este límite. Esta regulación era necesaria para la integridad y el mantenimiento a largo plazo del acueducto, pero no siempre se aceptó o aplicó fácilmente a nivel local, sobre todo cuando se consideraba públicamente como propiedad común. Algunos acueductos municipales pequeños o construidos de forma privada pueden haber requerido arreglos menos estrictos y formales.

### Manantiales de agua y topografía
Los manantiales naturales eran, con diferencia, la forma más común de conseguir agua para los acueductos; por ejemplo, la mayor parte del suministro de Roma provenía de unos cuantos manantiales naturales del valle de Anio y sus tierras altas. El agua de los manantiales naturales alimentaba una fuente de piedra o de hormigón, y después entraba en el conducto del acueducto. Los canales dispersos requerirán varias ramas de conductos que convergían en uno principal. Algunos sistemas sacaban el agua de embalses abiertos, como los dos —todavía en uso— que suministraban agua al acueducto de la ciudad provincial de Augusta Emerita.

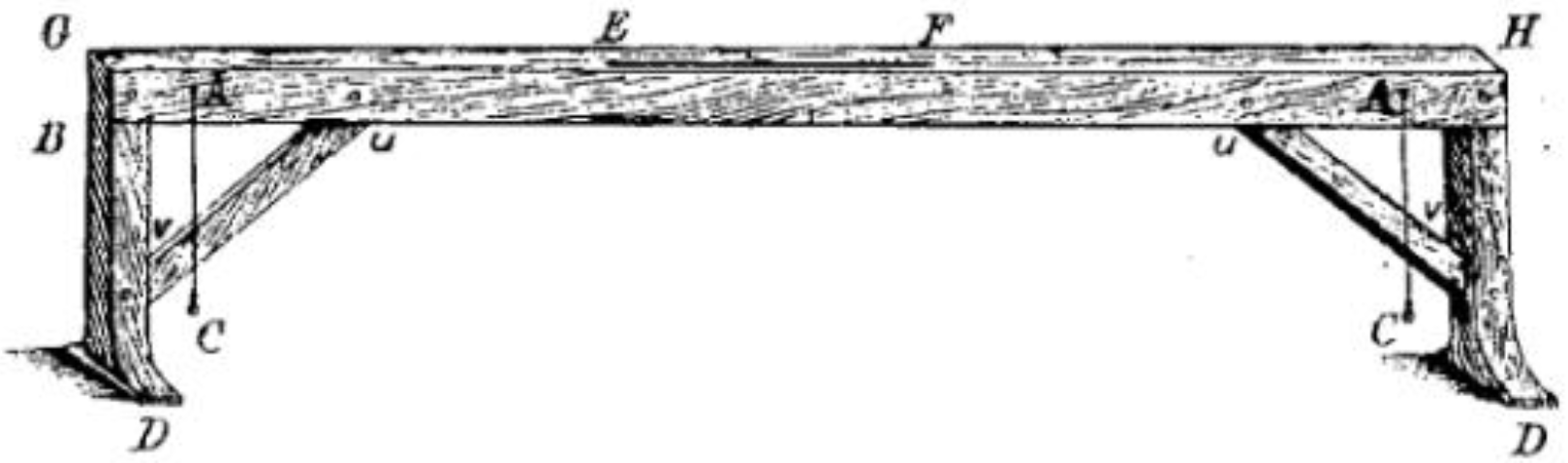
Chorobate romano según Isaac Newton.

El territorio sobre el que debía pasar el acueducto era cuidadosamente estudiado para garantizar que el agua fluía a un gradiente aceptable para todo el recorrido. Los ingenieros romanos utilizaron diversas herramientas de encuadre para trazar el curso de los acueductos a través del paisaje. Comprobando los niveles horizontales con un chorobate, un marco de madera plano con un nivel de agua. Los cursos y los ángulos se podían trazar y verificar utilizando una groma, un aparato relativamente sencillo que probablemente fue desplazado más tarde por la dioptra, más sofisticada y precursora del teodolito moderno. En el libro VIII de su obra De Architectura, Vitruvio describe la necesidad de asegurar un suministro constante, métodos de prospección y pruebas del agua potable.

### Asuntos de sanidad
Los médicos griegos y romanos conocían la asociación entre aguas estancadas o contaminadas y enfermedades transmitidas por el agua. También conocían los efectos nocivos del plomo para la salud, entre los mineros y aquellos que tenían que procesarlo, y por este motivo, se preferían las tuberías de cerámica sobre el plomo. Cuando se utilizaron tubos de plomo, un flujo continuo de agua y la inevitable deposición de minerales transportados por el agua dentro de las tuberías redujeron paulatinamente la contaminación del agua mediante plomo soluble. Sin embargo, el nivel de plomo en esta agua era 100 veces superior al de las aguas de fuentes locales.

### Conductos y gradientes

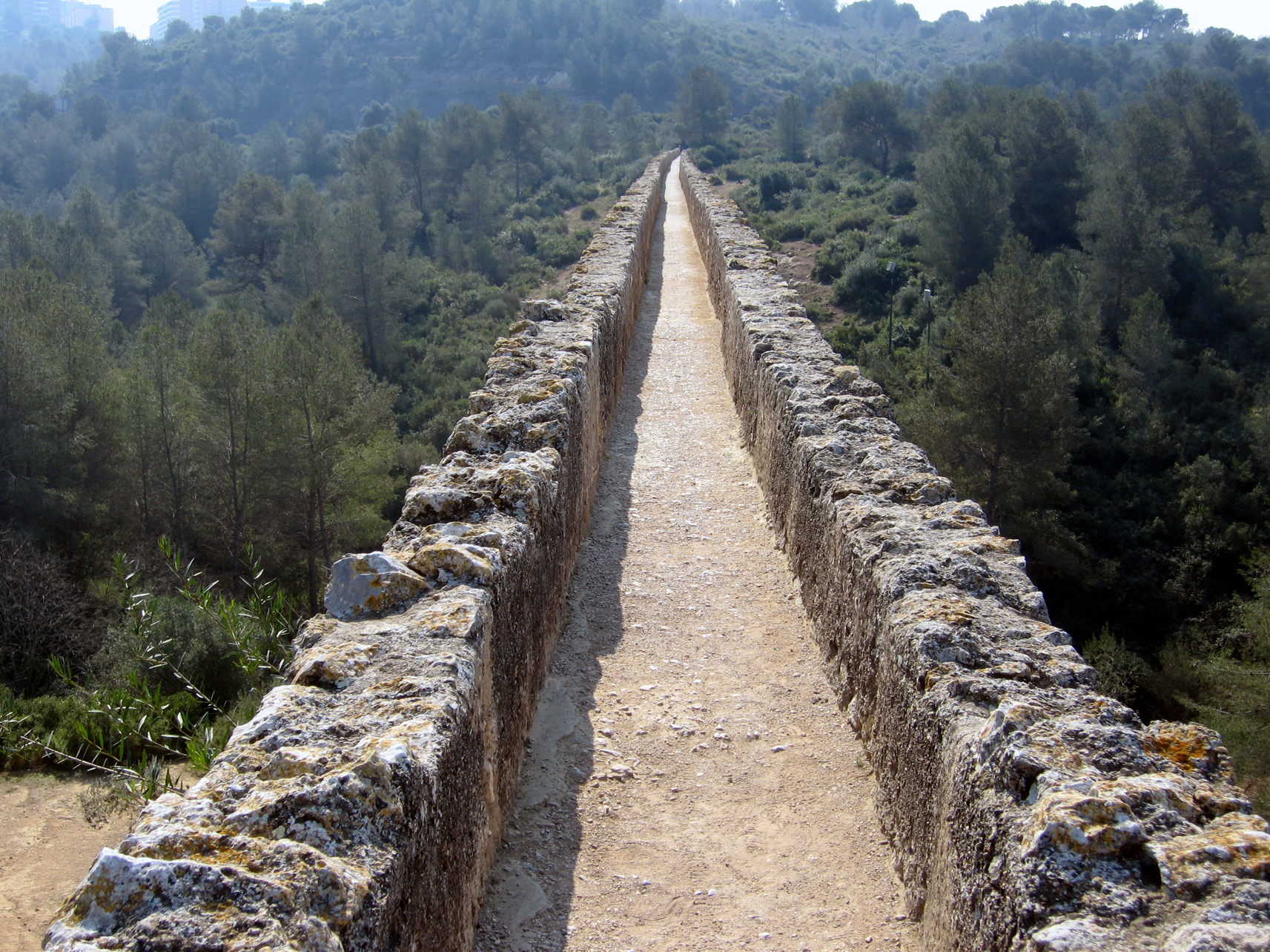
Conducto del Acueducto de les Ferreres (Tarragona).

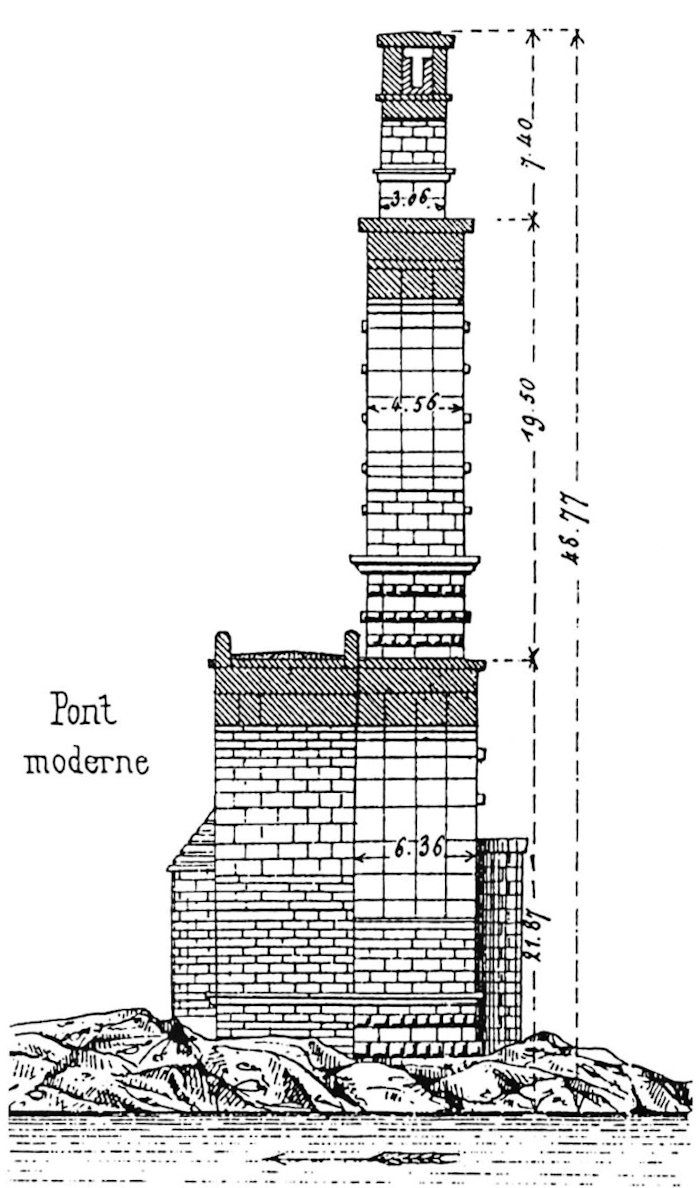
Esquema.

La mayoría de los acueductos romanos eran de un fondo plano, conductos de sección de arco que corrían de bajo la superficie del suelo, con cubiertas de inspección y acceso a intervalos regulares. Los conductos por encima del nivel del suelo solían estar cubierto por losas. Los primeros conductos fueron construidos a partir de sillares de piedra tallada, pero a partir de la última época republicana, a menudo se utilizaba ladrillo y hormigón. El hormigón utilizado para revestimientos de conductos suele ser impermeable. El flujo de agua dependía únicamente de la gravedad. El volumen de agua transportada dentro del conducto dependía de la hidrología de captación (lluvia, absorción y escorrentía), la sección transversal del conducto y su gradiente; la mayoría de los conductos iban a unos dos tercios llenos. La sección transversal del conducto también estaba determinada por los requisitos de mantenimiento; los obreros debían poder entrar y acceder al conjunto, con una mínima interrupción de la red general.

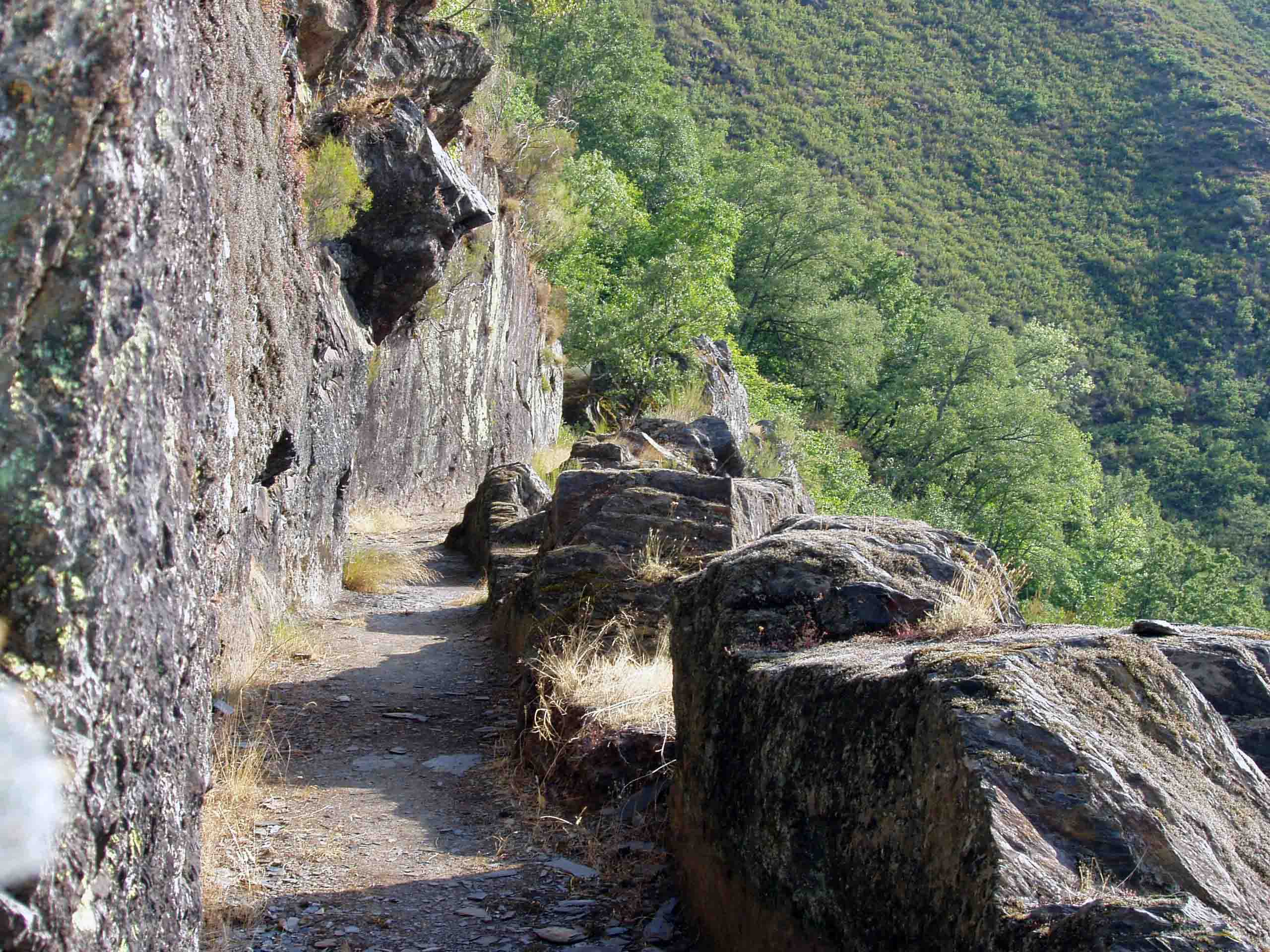
Canal excavado en la roca que alimentaba el agua a Las Médulas (Hispania).

Vitruvio recomienda un gradiente pequeño, de una relación 1: 4800 para el canal, presumiblemente para evitar daños a la estructura a través de la erosión y la presión del agua. Este valor coincide bastante con los gradientes medidos de los acueductos de mampostería supervivientes. El gradiente del puente del Gard es de 34 cm por km, con un desnivel de 17 m en la vertical en toda su longitud de 50 km: podía transportar hasta 20,000 metros cúbicos de agua al día. Los gradientes de los acueductos temporales utilizados para la minería hidráulica podían ser considerablemente más grandes, como Dolaucothi en Gales (con un gradiente máximo de aproximadamente 1: 700) y Las Médulas en el norte de Hispania. Cuando los gradientes fuertes eran inevitables en los conductos permanentes, el canal se podía hacer bajar, ampliándolo o descargándolo en un tanque receptor para dispersar el flujo de agua y reducir su fuerza abrasiva. El uso de cascadas escalonadas también ayudaba a oxigenar el agua y así «refrescarla».

### Puentes y sifones

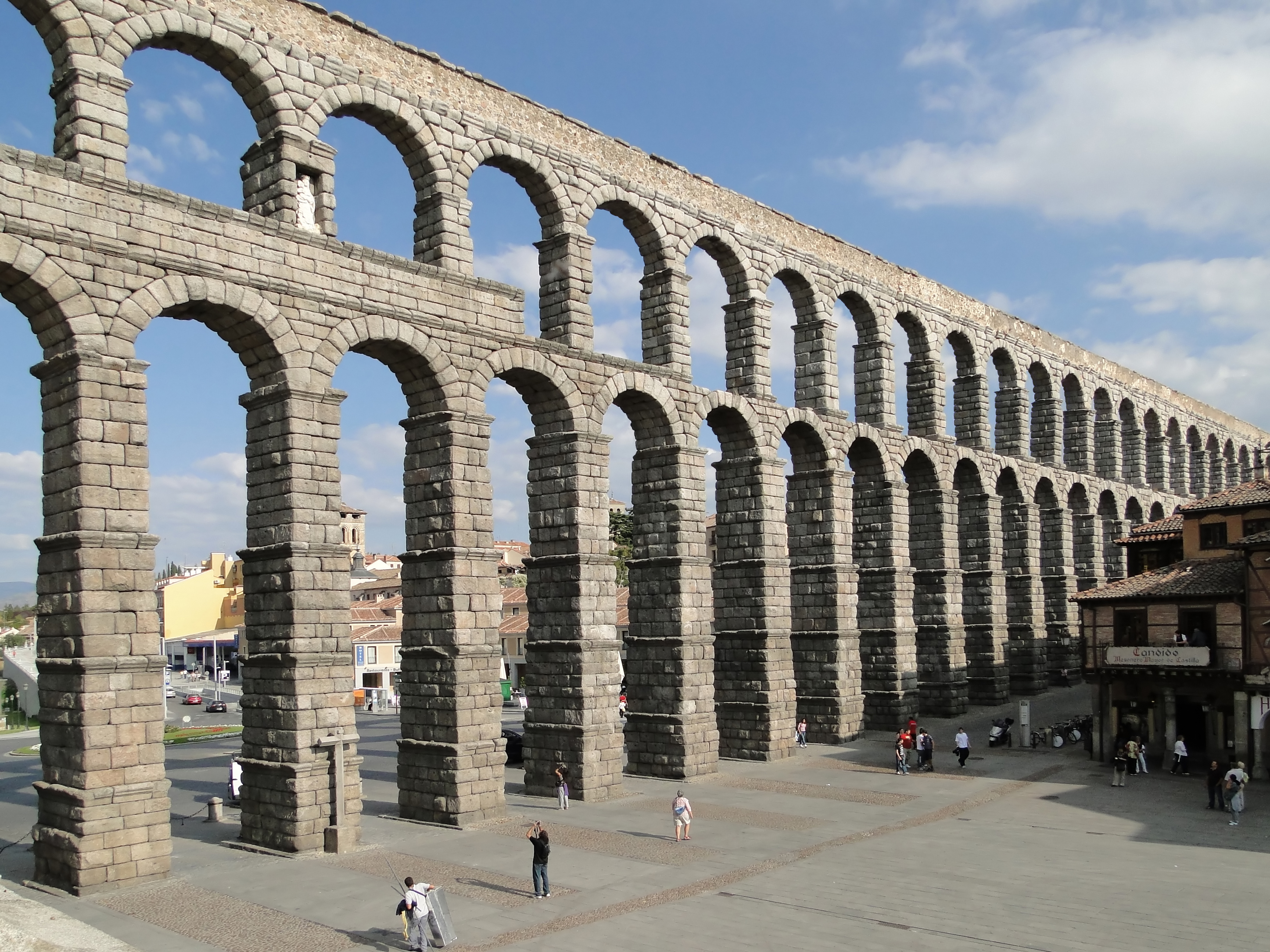
Arcos de una sección elevada del Acueducto provincial romano de Segovia.

Algunos conductos de acueducto estaban sostenidos a lo largo de los valles sobre arcos de mampostería, ladrillo u hormigón; el Puente del Gard, uno de los ejemplos supervivientes más impresionantes de un conducto masivo de muelles múltiples, atravesaba el valle del río Gardon a unos 48,8 m (160 m) por encima del propio Gardon. Cuando tenían que cruzar depresiones profundas y largas, se podían utilizar sifones invertidos, En vez de los soportes con arcos; el conducto alimentaba el agua a un depósito de cabecera, que la suministraba a las tuberías. Las tuberías cruzaban el valle a un nivel inferior, con el apoyo de un puente bajo «vientre», y después se elevaban a un tanque receptor a una altura ligeramente inferior. Entonces se descargaba en otro conducto; manteniendo el gradiente global. Las tuberías del sifón solían estar fabricadas con plomo soldado, a veces reforzado con recubrimientos de hormigón o mangas de piedra. Menos a menudo, las tuberías eran de piedra o de cerámica, articuladas como macho-hembra y selladas con plomo.

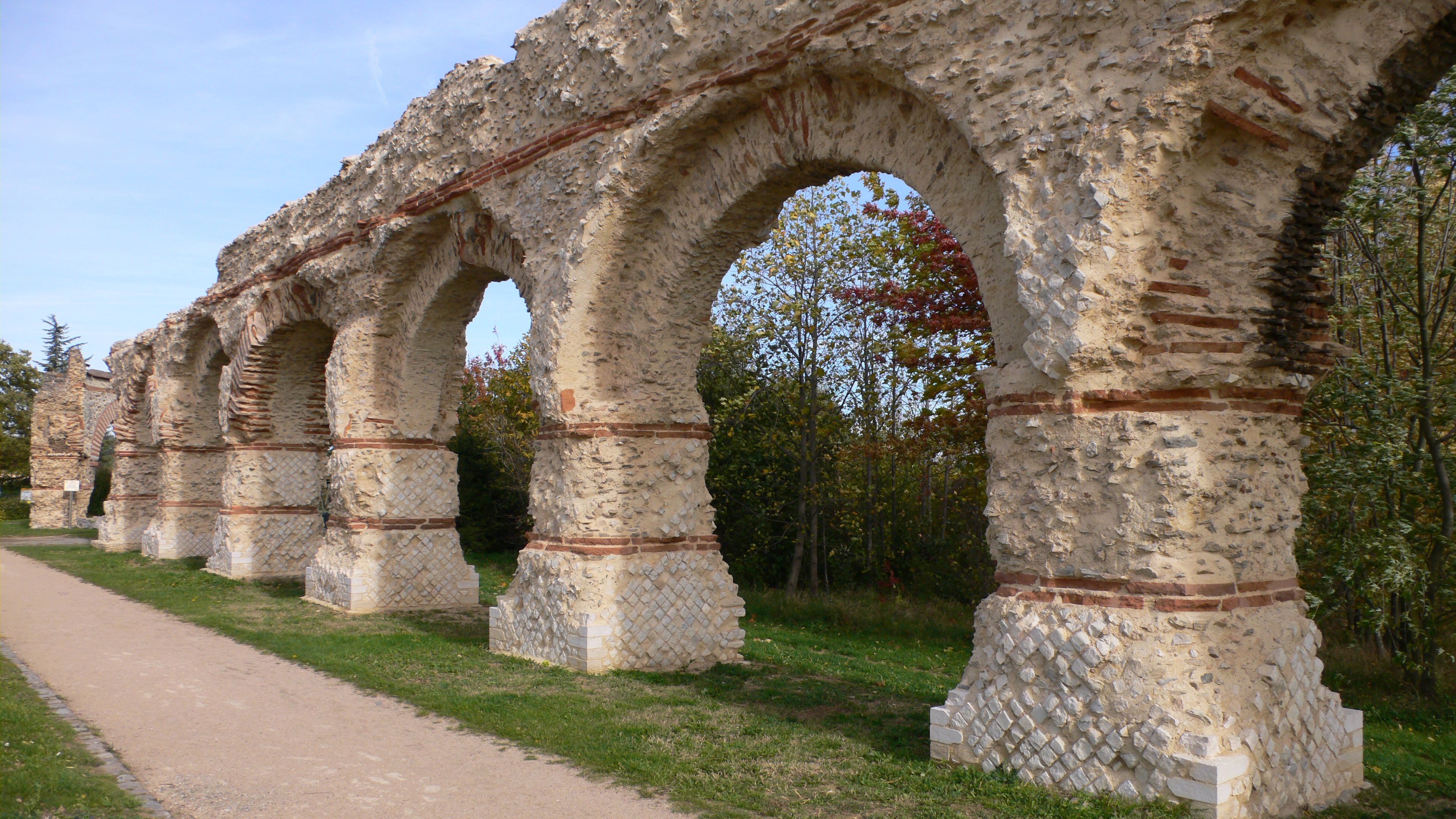
Arcos después de una restauración de los años 2009-2010 del Acueducto del Gier.

Vitruvio describe la construcción de sifones y los problemas de bloqueo, soplado y ventilación en sus niveles más bajos, donde las presiones eran mayores. Sin embargo, los sifones eran versátiles y efectivos si estaban bien construidos y bien mantenidos. Una sección horizontal de tubos de sifón de alta presión en el Acueducto del Gier dejó de lado la construcción de puentes para que el río pudiera permanecer navegable, utilizando nuevo tuberías de plomo en paralelo, empotradas en hormigón. Los ingenieros hidráulicos modernos utilizan técnicas similares que permiten que los colectores y las tuberías de agua atraviesen las depresiones. En Arlés, una rama menor del acueducto principal suministraba a un suburbio local a través de un sifón de plomo, el «vientre» del cual pasaba a través del lecho de un río, eliminando cualquier necesidad de construir un puente.

### Inspección y mantenimiento

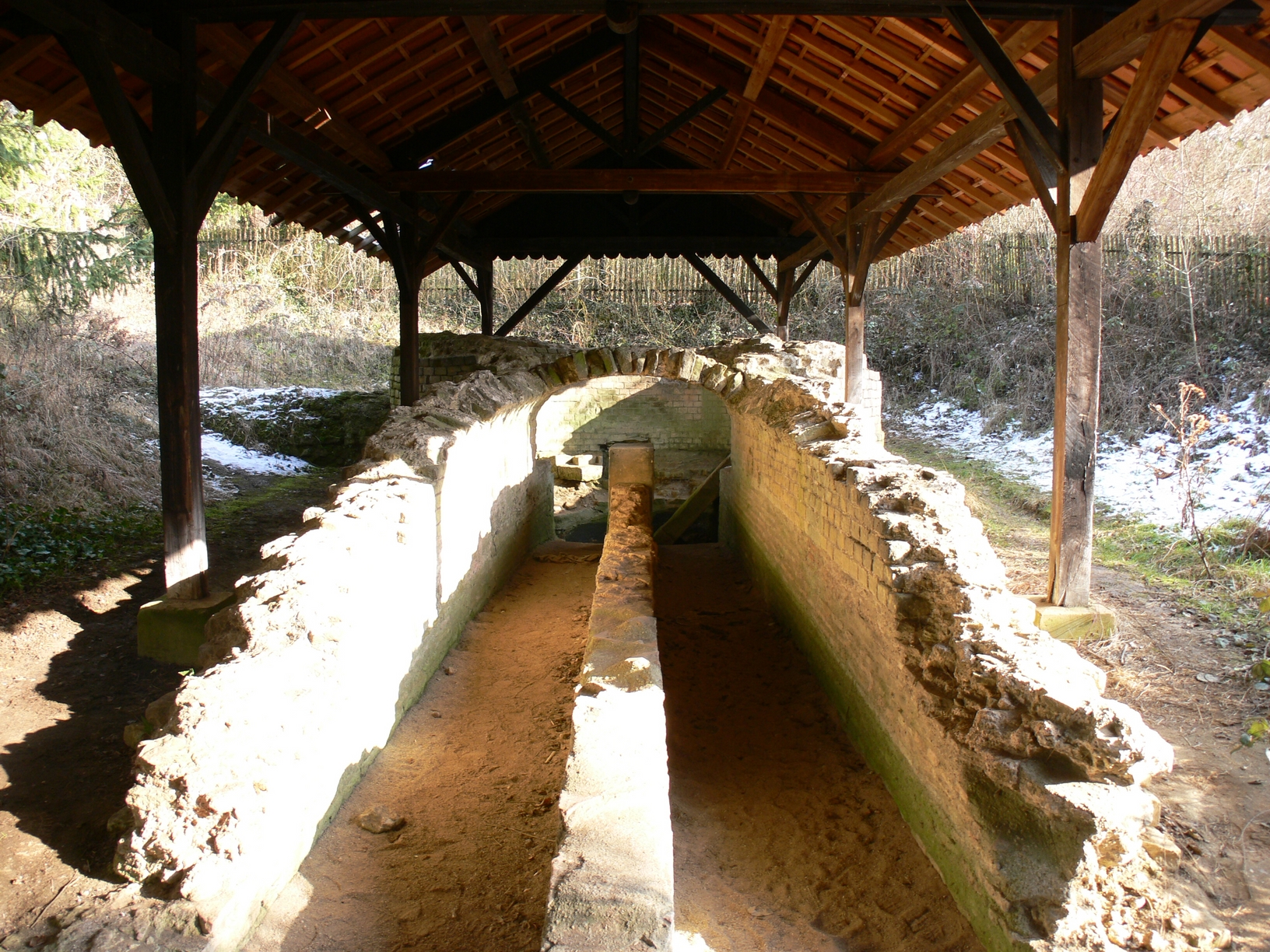
Cuenca de captación del Acueducto de Metz (Francia). La cubierta arqueada protege dos canales; cualquiera de los dos se podía cerrar, para su reparación, mientras que el otro continuaba funcionando.

Los acueductos romanos requerían un sistema integral de mantenimiento regular. Los «corredores transparentes» creados para proteger la red de conductos subterráneos, que eran regularmente para arados, plantaciones, carreteras y edificios ilegales. Frontino describe la penetración de los conductos por las raíces como particularmente nocivas. Los conductos del acueducto habrían sido regularmente inspeccionados y mantenidos por patrullas de trabajo, para reducir las incrustaciones de algas, reparar las infracciones accidentales, limpiar los conductos de grava y otros residuos sueltos, y eliminar las acreciones de carbonato de calcio en los sistemas alimentados por fuentes de agua dura. Los puntos de inspección y acceso se suministraron a intervalos regulares en los conductos estándar y los enterrados. Las acreción dentro de los sifones podrían reducir drásticamente los niveles de flujo, debido al diámetro ya estrecho de sus tubos. Algunos tenían aberturas selladas que podrían haber sido utilizadas como «ojos de rodadura», posiblemente usando un dispositivo de tracción. En Roma, donde el suministro de agua dura era la norma, la tubería de la red eléctrica estaba poco enterrada bajo los bordillos de la carretera, para facilitar el acceso; la acumulación de carbonato de calcio en estas tuberías tuvo necesidad de su reemplazo frecuente.
Los acueductos se encontraban bajo la atención general y administración de un comisario de agua, era una cita de alta calidad y alto perfil. En el 97, Frontino sirvió tanto como cónsul como curator aquarum, bajo el emperador Nerva. Poco se sabe del trabajo cotidiano de los equipos de mantenimiento del acueducto. Bajo el emperador Claudio, el contingente de aquarii imperiales de Roma comprendía una familia aquarum de 700 personas, tanto esclavos como libres, financiados a través de una combinación de impuestos sobre la extensión imperial y el agua. Fueron supervisados por un liberal imperial, que ocupaba el cargo de procurator aquarium. Su trabajo era una rutina interminable de patrulla, inspección y limpieza, puntuada por emergencias ocasionales. El cierre completo de cualquier acueducto para el servicio habría sido un acontecimiento extraño, lo más breve posible, con las reparaciones que se hicieron preferiblemente cuando la demanda de agua era la más baja, que era probablemente por la noche. El suministro de agua podría cerrarse en su salida del acueducto cuando se necesitaban reparaciones pequeñas o locales, pero el mantenimiento y la reparación sustanciales del conducto en sí mismo, requerían la desviación total del agua en cualquier punto aguas arriba o en la propia fuente.

### Distribución

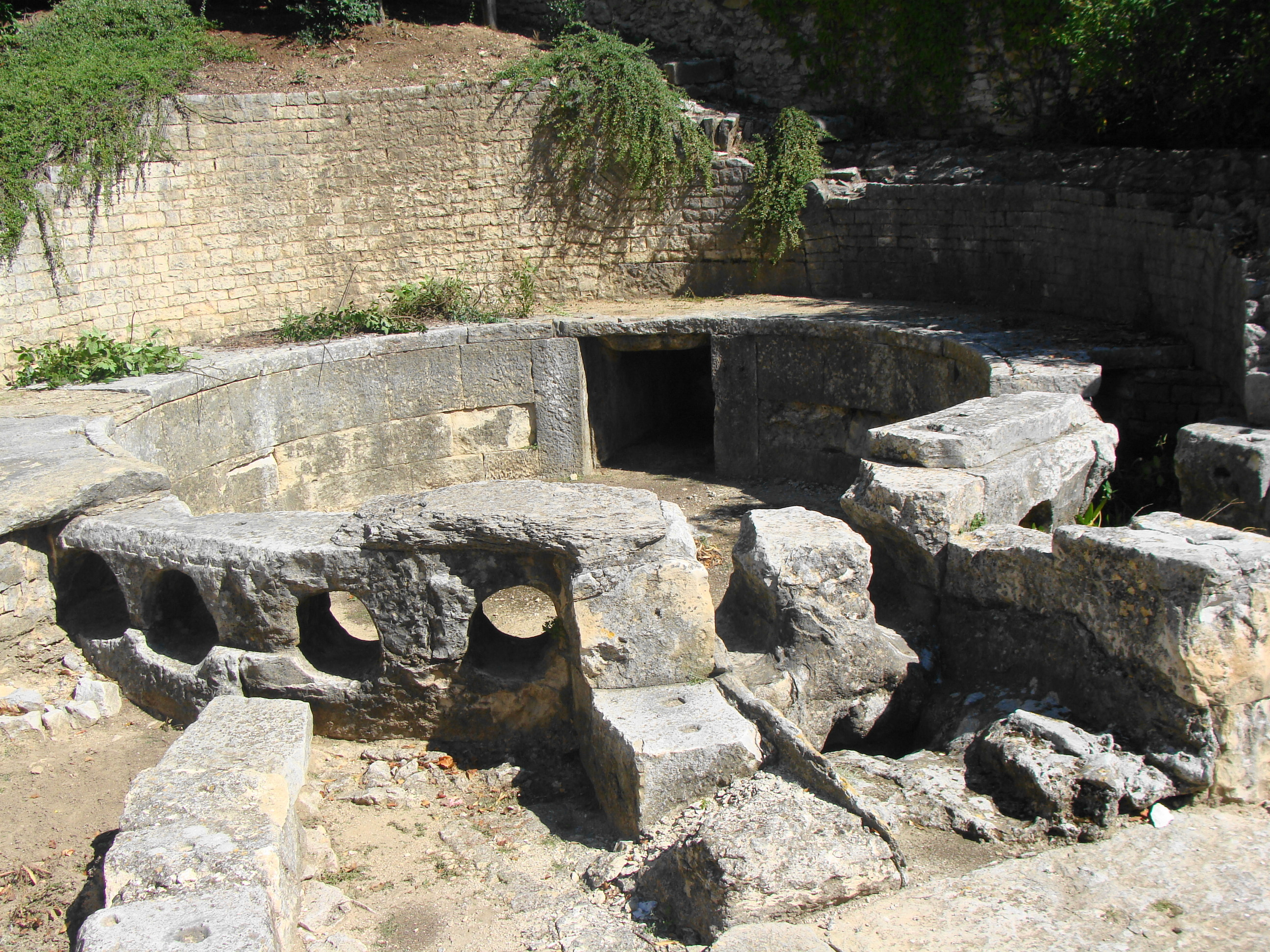
Depósito de distribución urbana en Nimes, Francia. Las tuberías de sección circular salen desde un depósito central, alimentado por un acueducto de sección cuadrada.

La red del acueducto se podía aprovechar directamente, pero normalmente se alimentaba en terminales de distribución pública, conocidos como castella aquae, que suministran diversas ramas de esclusas, generalmente a través de tubos de plomo o de cerámica. Más adelante, la oferta se podía subdividir todavía más. Se han registrado usuarios privados con licencia y pagos, junto con la alimentación de tuberías que permitían el suministro de agua pública a su propiedad privada: cuanto mayor era la tubería, mayor era el flujo y más alta era la tarifa. La manipulación y el fraude para evitar o reducir el pago eran habituales; los métodos incluían instalación de puntos de venta no autorizados, puntos de venta adicionales y el alargamiento ilegal de las tuberías de plomo; cualquiera de los cuales podía implicar el soborno o la connivencia de oficiales o trabajadores del acueducto sin escrúpulos. Las tuberías oficiales llevaban inscripciones con información sobre el fabricante de la tubería, su instalador, y probablemente su suscriptor y su dueño. Durante la época imperial, la producción de plomo se convirtió en un monopolio imperial y la concesión de derechos para la obtención de agua para uso privado de acueductos financiados por el estado se convirtió en un privilegio imperial.

## Construcción
La construcción de un acueducto exigía mucha capacidad y conocimientos a los ingenieros romanos. Ocasionalmente se sufrían problemas por la mala calidad del trabajo en proyectos de gran envergadura, como atestiguó Sexto Julio Frontino, oficial jefe de los 
recursos acuíferos de la ciudad de Roma, quien escribió:

Ninguna construcción exige mayor cuidado en su construcción que la que va a contener agua. Por eso hay que supervisar todos los aspectos de su proyecto a conciencia, procediendo estrictamente según las normas, que todo el mundo conoce, pero únicamente unos pocos siguen realmente.

### Coste
Considerando la cantidad de agrimensura, construcción subterránea y alicatado necesario, una construcción del tamaño de un acueducto no podía construirse de una sola vez. Por ello, los ingenieros dividieron la construcción total en zonas separadas. Gracias a la investigación arqueológica han podido determinarse las fronteras de estas zonas de construcción. Por un acueducto de 15.000 pies romanos de largo (4.400 m modernos). También se ha podido demostrar que la agrimensura se realizó independientemente de la construcción, lo que actualmente es la norma en los grandes proyectos de construcción.
Para cada metro de acueducto debían excavar aproximadamente de 3 a 4 m³ de tierra, al que seguían 1,5 m³ de hormigón y ladrillo, más 2,2 m³ de sellado con escayola. El coste completo en mano de obra se estima en unos 475 000 hombres-día, lo que con unos 180 días posibles de construcción al año, según las condiciones meteorológicas, haría que unos 2500 trabajadores hubieran necesitado 16 meses para finalizarlo. El tiempo real de ejecución parece que debería haber sido todavía mayor, dado que esta estimación obvia los problemas de la agrimensura y la producción de los materiales de construcción. Después de la construcción se rellenaban las zanjas, se aplanaba la superficie y se construía un camino de mantenimiento. Este camino también servía para delimitar las zonas en las que la agricultura no estaba permitida. La mayoría de acueductos romanos cuentan con instalaciones de este tipo. El acueducto a Lyon (la Lugdunum de la Galia Lugdunense) fue marcado con la siguiente inscripción:

Por la autoridad del Emperador César Trajano Adriano Augusto. Nadie tiene derecho a arar, sembrar ni plantar dentro de este terreno, que está destinado a la protección del canal

### Agrimensura
Después de seleccionar una buena ubicación para el acueducto, era necesario garantizar una pendiente descendente constante en su curso. Usando dispositivos parecidos a los niveles modernos, los ingenieros romanos fueron capaces de mantener una pendiente tan pequeña como el 0,1%, es decir, un metro de caída por cada kilómetro de acueducto. Además de la pendiente, era necesario que las diversas secciones de construcción pudieran ser unidas, mientras se seguía manteniendo una pendiente descendente constante.
Los constructores romanos de acueductos hacían un cuidadoso uso del descenso natural del terreno. Si la construcción de un segmento acababa demasiado alto para el siguiente, construían un pequeño estanque para disminuir la caída del agua.

### Hormigonado
El hormigón usado en el acueducto era una combinación de cal, arena, piedras y agua. Se empleaban tableros para construir un armazón sobre el que se prensaba el hormigón. Las pruebas modernas de la calidad del hormigón demuestran que supera los estándares actuales. Este tipo de hormigón particular se llamaba opus caementicium.

## Usos

### Cívico y doméstico

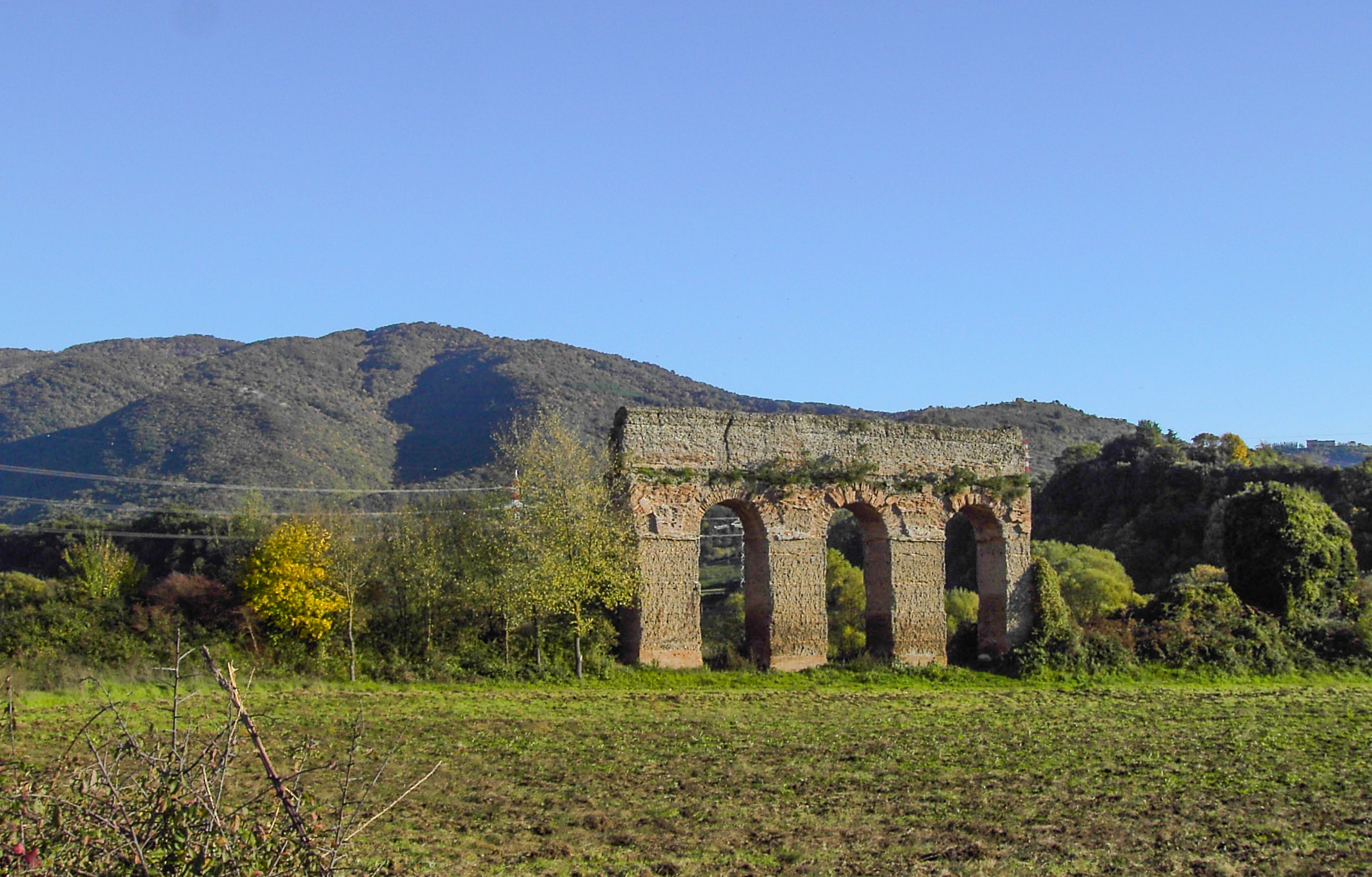
Las ruinas del Aqua Marcia cerca de Tívoli, construido en 144-140 a. C. durante la República romana.

El primer acueducto de Roma (312 a. C.) descargaba a muy baja presión y a un ritmo más o menos constante en el Foro Boario el principal centro de comercio y mercado de ganado de la ciudad, probablemente en una serie de abrevaderos o cuencas en cascada de bajo nivel; el superior para uso doméstico, el inferior para el ganado que se comercializaba allí. La mayoría de los romanos habrían llenado cubos y jarras de almacenamiento en las cuencas para el agua de sus habitáculos; los más acomodados habrían enviado esclavos para realizar la misma tarea. La elevación del desagüe era demasiado baja para ofrecer a cualquier hogar o edificio de la ciudad un suministro directo; el desbordamiento drenó hacia la alcantarilla principal de Roma, y de ahí al Tíber. En esta época, Roma no tenía baños públicos. Los primeros se construyeron probablemente en el siglo siguiente, basándose en los precursores de la vecina Campania; un número limitado de baños privados y pequeños baños públicos en las esquinas de las calles habrían tenido un suministro privado de agua, pero una vez que el agua del acueducto fue trasladada a las elevaciones más altas de la ciudad, se construyeron grandes y bien equipados baños públicos en toda la ciudad, y se suministró agua potable a fuentes públicas a alta presión. Los baños y fuentes públicas se convirtieron en rasgos distintivos de la civilización romana, y los baños en particular se convirtieron en importantes centros sociales.
La mayoría de los romanos urbanos vivían en bloques de pisos de varias plantas (insulae). Algunos bloques ofrecían servicios de agua, pero únicamente a los inquilinos en los pisos inferiores más caros; el resto habría sacado el agua gratis de las fuentes públicas.

### Agricultura
Entre el 65 y el 90% de la población del Imperio romano estaba involucrada en alguna forma de trabajo agrícola. Los agricultores cuyas villas o fincas se encontraban cerca de un acueducto público podían extraer, bajo licencia, una cantidad determinada de agua del acueducto para el riego de verano en un momento predeterminado; esto tenía por objeto limitar el agotamiento del suministro de agua a los usuarios que se encontraban más abajo en la pendiente, y ayudar a garantizar una distribución justa entre todos, en el momento en que el agua era más necesaria y escasa. El agua era posiblemente la variable más importante en la economía agrícola del mundo mediterráneo. Las fuentes naturales de agua de la Italia romana —manantiales, arroyos, ríos y lagos— estaban distribuidas de forma desigual en los terrenos, y el agua tendía a escasear cuando más se necesitaba, durante el cálido y seco período vegetativo del verano. Columela recomienda que toda granja contenga un manantial, un arroyo o un río; pero reconoce que no todas las granjas lo tenían.

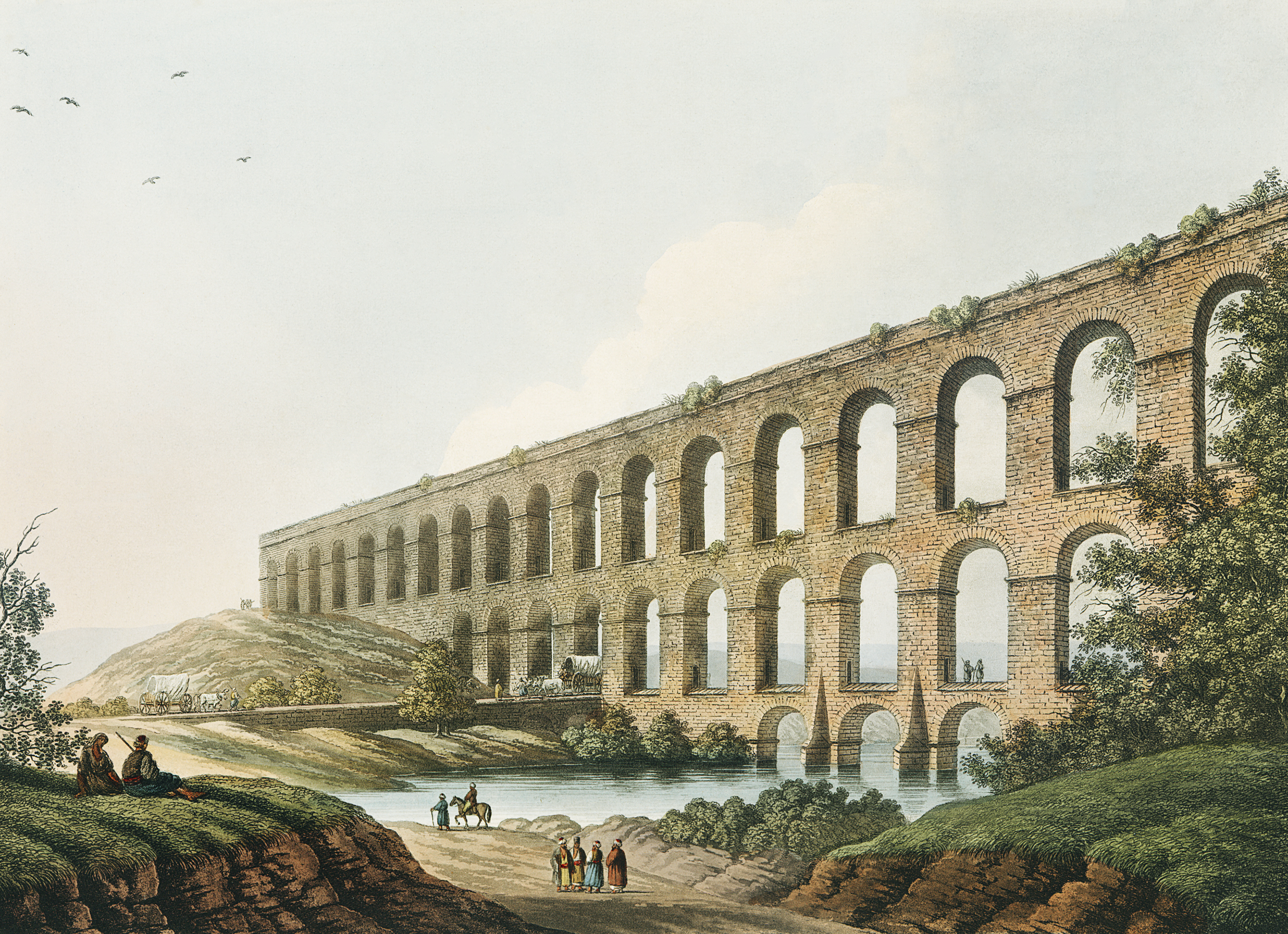
Acueducto cerca de Belgrado en la Serbia otomana, pintado por Luigi Mayer.

Las tierras de cultivo sin una fuente de agua confiable en el verano eran virtualmente inútiles. Durante la temporada de cultivo, la demanda de agua de un sistema de irrigación «local modesto» podría consumir tanta agua como la ciudad de Roma; y el ganado cuyo estiércol fertilizaba los campos debía ser alimentado y regado durante todo el año. Por lo menos algunos terratenientes y agricultores romanos dependían en parte o totalmente del agua de acueducto para cultivar como su principal o única fuente de ingresos, pero únicamente se puede adivinar la fracción de agua del acueducto implicada. Más ciertamente, la creación de acueductos municipales y urbanos, trajo consigo un crecimiento del mercado suburbano intensivo y eficiente agricultura de productos frágiles y perecederos como flores —para perfumes y para guirnaldas de fiestas—, vides, verduras y frutas de huerta; y de pequeños animales como cerdos y pollos, cerca de los mercados municipales y urbanos.
Un derecho de licencia para el agua de acueducto en las tierras de cultivo podría dar lugar a un aumento de la productividad, un ingreso en efectivo mediante la venta de los excedentes de alimentos y un aumento del valor de la propia tierra. En el campo, los permisos para extraer agua de acueducto para el riego eran particularmente difíciles de obtener; el ejercicio y el abuso de tales derechos estaban sujetos a varias disputas y sentencias judiciales conocidas, y al menos a una campaña política; a principios del siglo II a. C. Catón el Viejo trató de bloquear todos los puntos de venta rurales ilegales, especialmente los que pertenecían a la élite terrateniente -«¡Mira por cuánto compró la tierra, donde está canalizando el agua!»- durante su cargo de censor. Su intento de reforma demostró ser impermanente en el mejor de los casos. Aunque la canalización ilegal podía ser castigada con la confiscación de bienes, incluyendo la tierra regada ilegalmente y sus productos, esta ley parece nunca haber sido utilizada, y probablemente era impracticable; los excedentes de alimentos mantenían los precios bajos. La escasez de cereales en particular podría provocar hambrunas y disturbios sociales. Cualquier solución práctica debe encontrar un equilibrio entre las necesidades de agua de las poblaciones urbanas y los productores de cereales, gravar los beneficios de estos últimos y asegurar suficiente grano a un costo razonable para los pobres romanos y el ejército Cura annonae. En lugar de tratar de imponer prohibiciones improductivas y probablemente inaplicables, las autoridades emitieron concesiones y licencias individuales de agua —aunque rara vez en las zonas rurales— y regularon las salidas de agua, con éxito variable. En el siglo I, Plinio el Viejo, al igual que Catón, podía fulminar contra los productores de granos que seguían engordando con los beneficios del agua y la tierra pública.
Algunos terratenientes evitaron esas restricciones y enredos comprando derechos de acceso al agua a manantiales distantes, no necesariamente en su propia tierra. Unos pocos, de gran riqueza y estatus, construyeron sus propios acueductos para transportar esa agua desde la fuente original hasta el campo o la villa; Mumius Niger Valerius Vegetus compró los derechos de un manantial y su agua a su vecino, y los derechos de acceso a un corredor de tierra intermedia, y luego construyó un acueducto de poco menos de 10 kilómetros, conectando el manantial con su propia villa. El permiso del Senado para esta «Aqua Vegetiana» se dio únicamente, cuando el proyecto parecía no afectar a los derechos de agua de otros ciudadanos.

### Industrial
Algunos acueductos suministraban agua a los emplazamientos industriales, generalmente a través de un canal abierto excavado en el suelo, revestido de arcilla o cubierto de madera para reducir la pérdida de agua. La mayoría de estos canales estaban diseñados para funcionar en las pronunciadas pendientes que podían suministrar los altos volúmenes de agua necesarios en las operaciones mineras. El agua se utilizaba en la minería hidráulica para despojar la sobrecarga y exponer el mineral por medio de la trituración, para fracturar y lavar la roca metálica ya calentada y debilitada por el fuego, y para accionar los sellos por ruedas hidráulicas y los martillos de tropiezo que trituraban el mineral para su procesamiento. Se han encontrado pruebas de tales cursos de agua y máquinas en las minas de oro Dolaucothi, en el suroeste de Gales.

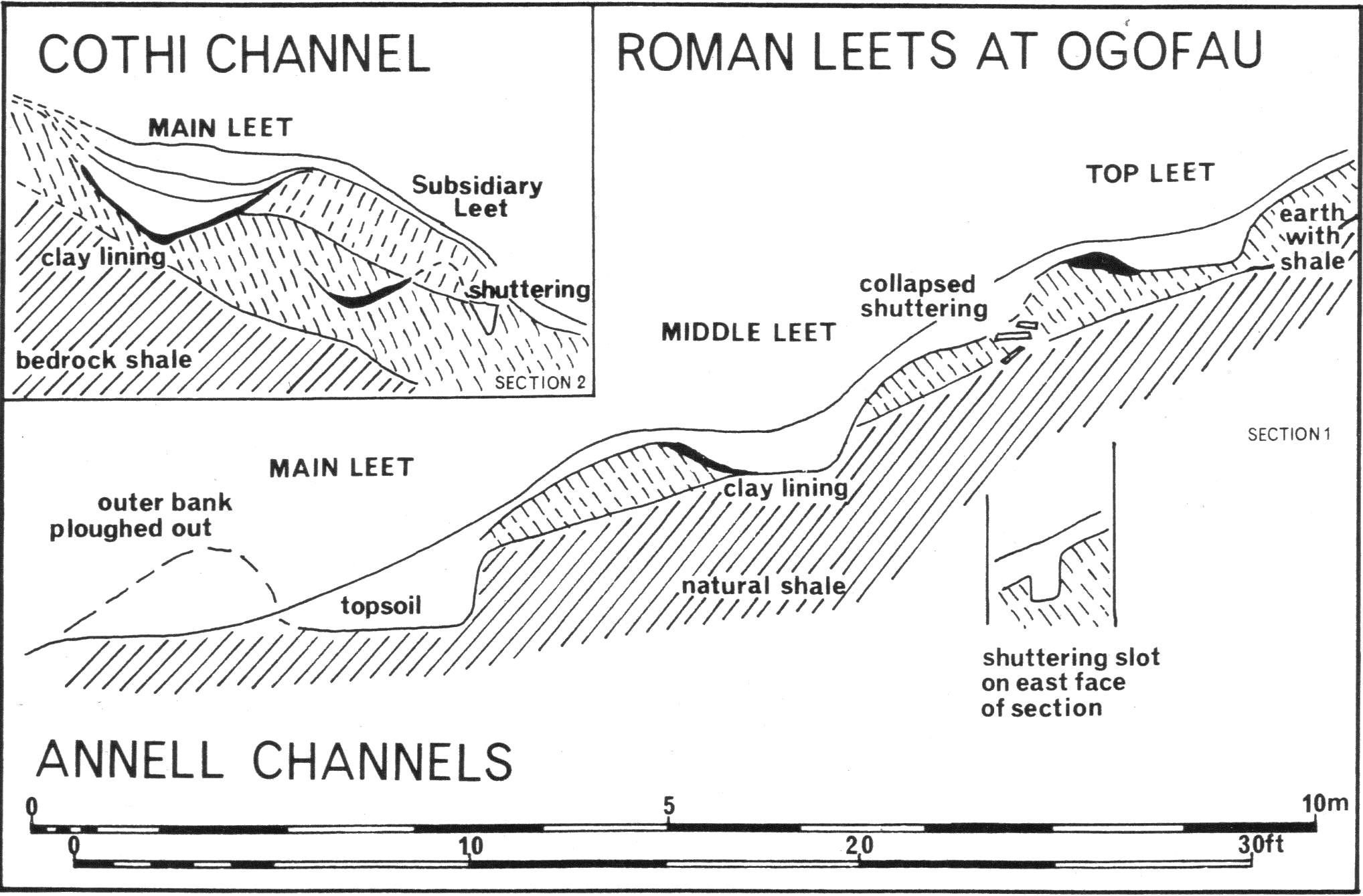
Los acueductos de Dolaucothi.

Sitios mineros como Minas de oro Dolaucothi y Las Médulas en el noroeste de España muestran múltiples acueductos que alimentaban el agua de los ríos locales a la cabeza de la mina. Los canales pueden haberse deteriorado rápidamente, o volverse redundantes al agotarse el mineral cercano. Las Médulas muestran al menos siete de estos acueductos, y Dolaucothi al menos cinco. En Dolaucothi, los mineros utilizaban depósitos de retención, así como tanques de silenciamiento, y compuertas de esclusas para controlar el flujo, así como canaletas para el desvío de los suministros de agua. Los rastros restantes (palimpsesto) de esos canales permiten deducir la secuencia de extracción.
Diversos sitios alimentados por varios acueductos aún no se han explorado ni excavado a fondo, como los de Longovicium, cerca de Lanchester, al sur del muro de Adriano, en los que los suministros de agua pueden haber sido utilizados para impulsar martillos para forjar hierro.
En Barbegal, en la Galia romana, un embalse alimentaba un acueducto que impulsaba una serie en cascada de 15 o 16 molinos de agua sobrecargados, que molían harina para la región de Arles. Disposiciones similares, aunque en menor escala, se han encontrado en Cesarea Marítima, Venafrum y la Atenas de la época romana. El Aqua Traiana de Roma conducía un molino harinero en el Janículo, al oeste del Tíber. Un molino en el sótano de los Termas de Caracalla era impulsado por el derrame del acueducto; éste no era más que uno de los muchos molinos de la ciudad impulsados por el agua del acueducto, con o sin permiso oficial. Una ley del siglo V prohibió el uso ilícito de agua de acueducto para moler.

## Decadencia de uso

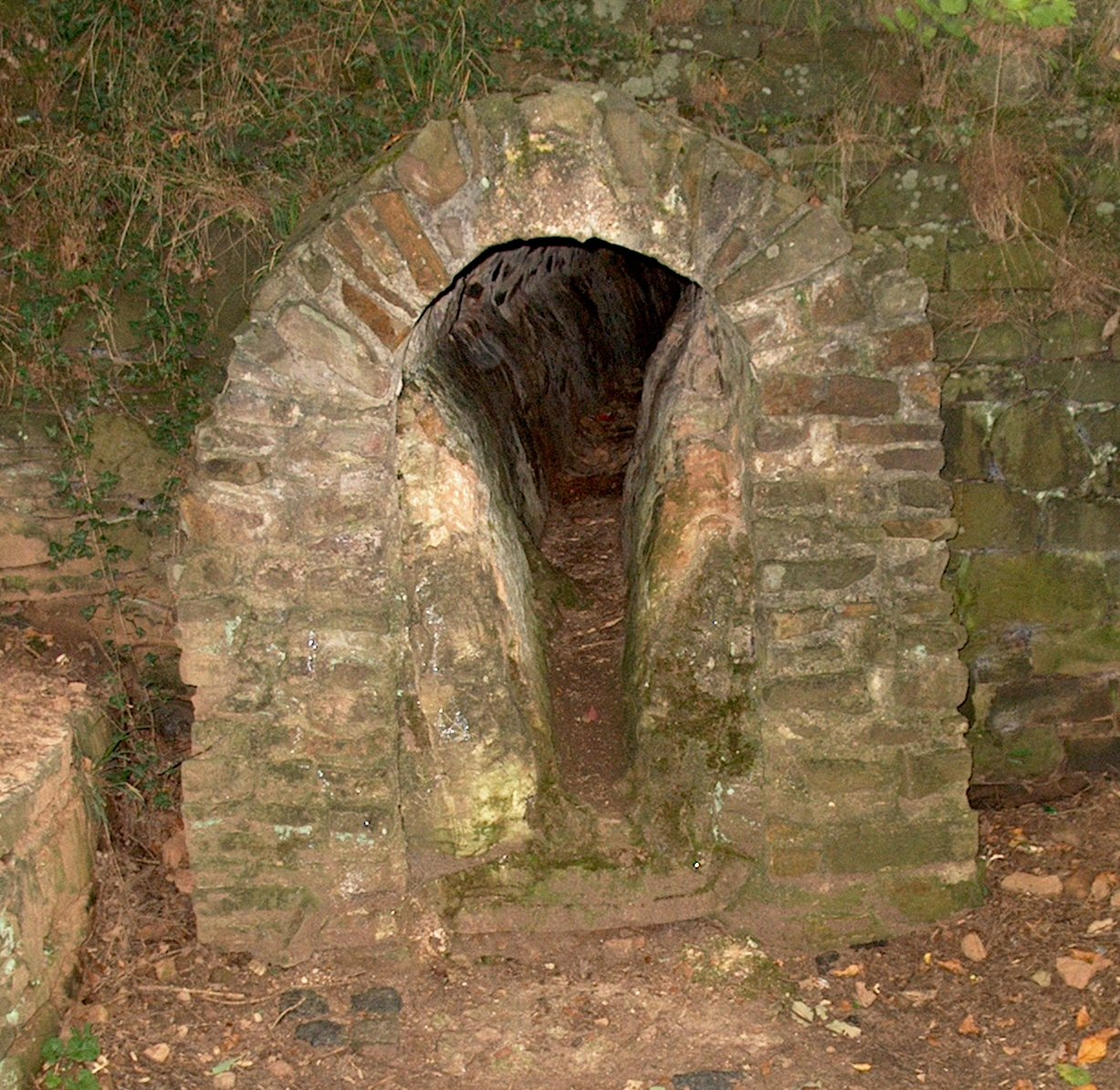
Una parte del Acueducto de Eifel, Germania, construido en el año 80. La sección queda rebajada por una capa de carbonato de calcio, acumulada por falta de mantenimiento.

Durante la caída del Imperio romano, algunos acueductos fueron destruidos deliberadamente por los enemigos, pero cayeron más en desuso debido al deterioro de la infraestructura romana y a la falta de mantenimiento, como el acueducto de Eifel. Las observaciones hechas por el español Pedro Tafur, que visitó Roma en 1436, intenta explicar malentendidos de la propia naturaleza de los acueductos romanos:

En medio de la ciudad pasa un río, que los romanos llevaron allí con un gran trabajo y lo pusieron en medio, y este es el Tíber. Hicieron un lecho nuevo para el río, de plomo, con canales de uno al otro extremo de la ciudad para sus entradas y salidas, tanto para regar, como por otros servicios convenientes para el pueblo, y cualquiera que se atreviera a entrar por otro cualquier lugar quedaría ahogado.

Durante el Renacimiento, los restos de los acueductos de mampostería masiva de la ciudad inspiraron arquitectos, ingenieros y sus dueños; el papa Nicolás V renovó los canales principales del Aqua Virgo en 1453. Muchos acueductos del antiguo imperio romano se mantuvieron en buen estado. La reconstrucción del siglo XV del acueducto de Segovia en Hispania, muestra avances respecto al Puente del Gard utilizando menos arcos de mayor altura, y una mayor economía en el uso de las materias primas. La habilidad para construir acueductos no se perdió, especialmente de los canales más pequeños y más modelos que se utilizaron para mover ruedas de agua. La mayoría de estos molinos en Gran Bretaña se desarrollaron en la época medieval para la producción del pan, y utilizaron métodos similares a los desarrollados por los romanos, con «canaletas» que transportaban el agua desde los ríos y los arroyos locales.